# Claudius Labeo
Claudius Labeo was een Bataafs edelman en militair. Tijdens de Bataafse Opstand vocht hij in dienst van de Romeinen. Hij was prefect (praefectus alae) van de cavalerie van de Bataafse hulptroepen (ala).
Claudius Labeo was de commandant van de ala die door Hordeonius Flaccus met grote detachementen (vexillationes) van het 5e legioen Alaudae en het 15e legioen Primigenia naar de Betuwe, het thuisland van de Bataven, werd gestuurd om de Bataafse Opstand neer te slaan. Labeo liep met zijn troepen over naar de Bataven en de Romeinen werden daarop in de buurt van Noviomagus (Nijmegen) verslagen: ze konden zich ternauwernood in Castra Vetera (Xanten) in veiligheid brengen.
Labeo was een plaatsgenoot en concurrent van Julius Civilis. Deze wilde zijn rivaal niet laten doden, maar liet hem bij de Frisii gevangenzetten. Labeo wist te ontsnappen naar Colonia Claudia Ara Agrippinensium (Keulen) en verbond zich met de Romeinse bevelhebber Vocula. Deze stelde hem een kleine strijdmacht van infanterie en cavalerie ter beschikking, waarmee Labeo een guerrillaoorlog tegen de Bataven en hun bondgenoten begon. Tijdens zijn jacht op Labeo vernietigde Civilis onder andere Atuatuca Tungrorum (Tongeren). Terwijl Civilis nog steeds achter Labeo aanzat, arriveerde vanuit het zuiden Quintus Petillius Cerialis met een grote legermacht: het begin van het einde voor Civilis' opstand. Het is onbekend wat er van Labeo geworden is, maar het is zeer waarschijnlijk dat hij uit de handen van Civilis is gebleven.

## Referentie
- Dit artikel is sinds 12 januari 2008 (deels) gebaseerd op art. Claudius Labeo, en.Wikipedia.org (2007-2008)
- J. Lendering, art. Claudius Labeo, Livius.org (2002-2008).
- P. Smith, art. Labeo, Claudius, in W. Smith (ed.), A dictionary of Greek and Roman biography and mythology, II, Boston, 1867, p. 694.